# Martina Kirchberg
Martina Kirchberg (* 1957 in Schwalmstadt, geborene Wiedorn-Roy) ist eine deutsche Segelkunstflugpilotin, Kunstflugschiedsrichterin und Segelkunstflugtrainerin.
Martina Wiedorn-Roy besuchte die Sankt-Lioba-Schule in Bad Nauheim und ist von Beruf Zahntechnikerin.
Mit Segelfliegen begann sie im Jahr 1977. Im Jahre 1984 erwarb sie auf dem Segelfluggelände Altötting die Kunstflugberechtigung und wurde 1987 mit einer Lo 100 deutsche Meisterin in der Advanced-Klasse. Danach wechselte sie in die Unlimited-Klasse und nahm auch zweimal an Weltmeisterschaften teil.
Nach zehnjähriger Wettbewerbspause wurde sie bei den Deutschen Segelkunstflugmeisterschaften 2010 in Brandenburg an der Havel mit einem Swift S-1 zehnte in der Unlimited-Klasse. Daneben engagiert sie sich in der Nachwuchsförderung, als erste Vorsitzende in der Kunstfluggemeinschaft-Hessen sowie als Schiedsrichterin bei Motorkunstflugwettbewerben.
Der Film Kunst am Himmel über Segelkunstflug von den 1930ern bis zur Segelkunstflugweltmeisterschaft in Hockenheim 1989 enthält ein Kurzinterview mit Martina Kirchberg. 2019 zeigte der Hessische Rundfunk in einem Beitrag der herkules-Folge „Im Höhenrausch – Segelflieger, Drachenbauer und eine Schornsteinfegerin!“ Martina Kirchberg und ihren Sohn auf dem Flugplatz Ober-Mörlen.
Martina Kirchberg ist verwitwet. Ihr Sohn Moritz wurde 2018 mit 20 Jahren Doppel-Weltmeister im Segelkunstflug. Der Vater von Sohn Moritz, Urban Kirchberg, der früh verstorben ist, war Fluglehrer, Fotograf und leidenschaftlicher Kunstflieger.